# 髙橋晴雄
髙橋 晴雄（たかはし はるお、Haruo TAKAHASHI）は、日本の医師、医学者。医学博士（京都大学大学院医学研究科）。長崎大学名誉教授。長崎みなとメディカルセンター 耳鼻咽喉科・主任診療部長。長崎大学病院 耳鼻咽喉科 頭頸部外科 聴覚 平衡センター・センター長。

## 人物
ミュンヘン大学 耳鼻咽喉科・Joachim Muller教授との親交が厚く、2007年に『第1回ヴュルツブルク・長崎・シーボルト記念シンポジウム』を開催した。最新の知識･研究成果の交換を目的に、長崎とドイツで交互に学術交流を行っている。

## 略歴
- 1971年 - 灘高等学校 卒業
- 1977年 - 京都大学医学部 卒業。京都大学医学部附属病院 研修医
- 1978年 - 田附興風会医学研究所 北野病院 耳鼻咽喉科 委員
- 1984年 - 京都大学医学部附属病院 耳鼻咽喉科 助手
- 1987年 - ピッツバーグ大学 耳鼻咽喉科学教室側頭骨病理学部門 研究医員
- 1990年 - ピッツバーグ大学 耳鼻咽喉科学教室側頭骨病理学部門 助教授
- 1992年 - 京都大学医学部附属病院 耳鼻咽喉科 助手
- 1993年 - 京都大学医学部 講師
- 1995年 - 京都大学大学院医学研究科 講師
- 2002年 - 長崎大学大学院医歯薬学総合研究科 医療科学専攻 展開医療科学講座 耳鼻咽喉・頭頸部外科学分野 教授

ほか

## 所属学会
- 日本耳鼻咽喉科学会
- 日本耳鼻咽喉科免疫アレルギー学会

ほか